# Robert Helpmann
Pour les articles homonymes, voir Helpman.
Robert Murray Helpmann (né le 9 avril 1909 et mort le 28 septembre 1986) est un danseur, acteur, metteur en scène et chorégraphe australien.

## Biographie
De son vrai nom Robert Murray Helpman, il ajouta un 'n' à la fin de Helpman pour éviter d'avoir 13 lettres à son nom et ce sur les conseils d'Anna Pavlova, qui était une adepte de la numérologie. Il est né à Mount Gambier et a fait ses études au collège Prince Alfred à Adélaïde en Australie-Méridionale. Il a donné son nom à l'Académie Helpmann, en Australie-Méridionale, un partenaire des instituts d'éducation et de formation aux arts visuels et d'interprétation qui offre des bourses d'études aux personnes en quête d'une carrière professionnelle dans le domaine des arts.

## Filmographie
- 1937 : Job de Geoffrey Keynes (téléfilm) : Satan
- 1937 : Le Lac des cygnes de D. H. Munro (téléfilm) : Le Prince Siegfried
- 1944 : Henry V (The Chronicle history of King Henry the Fift with his battell at Agincourt in France) de Laurence Olivier d'après Shakespeare : L'évêque d'Ely
- 1949 : Les Chaussons rouges de Michael Powell
- 1951 : Les contes d'Hoffmann de Michael Powell
- 1963 : Les 55 Jours de Pékin de Nicholas Ray : Le Prince Tuan
- 1968 : Chitty Chitty Bang Bang de Ken Hughes : Le ravisseur d'enfants
- 1972 : Alice au pays des merveilles de  	William Sterling : Le chapelier
- 1978 : Patrick de Richard Franklin : Docteur Roget
- 1984 : Second Time Lucky de Michael Anderson